# Saint-Mitre (Marseille)
Saint-Mitre est un quartier de Marseille, situé dans le 13e arrondissement et faisant partie des quartiers nord. Il est nommé en l'honneur de Mitre d'Aix, martyr en l'an 466.
Saint-Mitre est mentionné dans le cartulaire de Saint-Victor à la date du 23 avril 1113 sous la mention Cella Sancti Mitrii,.
A l'emplacement de l'actuelle résidence "Les Prairies" se trouvait une bastide appelée l'Emerigone. Celle-ci, probablement reconstruite au XVIIe siècle, a été bâtie sur un terrain contenant de nombreuses sources, rendant ce dernier quasi marécageux.